# Rod (deus)

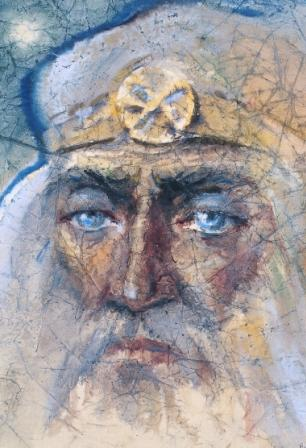
Representação antropomórfica de Rod em um templo neopagão

Na religião pré-cristã dos eslavos orientais e meridionais, Rod (esloveno, croata, bósnio: Rod, bielorrusso, búlgaro, macedônio, russo, sérvio cirílico: Род, ucraniano cirílico: Рід) é o deus da família, dos ancestrais e do destino, provavelmente exercendo o papel de deus supremo no panteão. Entre os eslavos meridionais, ele também é conhecido como Sud ("(o) Juiz"). Ele é geralmente mencionado junto com as Narechnitsi (entre os eslavos meridionais, as Sudzenitsi). O primeiro corte de cabelo (postriziny) era dedicado a ele, em uma celebração na qual ele e as Narechnitsi recebiam uma refeição e o cabelo cortado. Seu culto perdeu importância ao longo do tempo e, no século IX ou X, ele foi substituído por Perun, Svarog e/ou Svetovid, o que pode explicar a sua ausência no panteão de Vladimir, o Grande.